# Пирава
Пѝрава (на македонска литературна норма: Пирава) е село в община Валандово, Северна Македония.

## География
Пирава е разположено на около 4 км източно от град Валандово на пътя свързаващ Валандово с европейски път Е75. Селото лежи в северната част на долината на Анска река при сливането долините на Анска река и Вардар. Землището на Пирава е богато, с отлични условия за земеделие, а от север в близост са и склоновете на Градешката планина подходящи и за развитие на скотовъдството.

## История
В XIX век Пирава е смесено българо-турско село в Дойранска каза на Османската империя. Източноправославната църква в Пирава „Свети Георги“ е дело на Андон Китанов. В „Етнография на вилаетите Адрианопол, Монастир и Салоника“, издадена в Константинопол в 1878 година и отразяваща статистиката на населението от 1873 година, Пираво (Piravo) е посочено като селище в Дойранска каза със 115 домакинства, като жителите му са 237 българи и 86 помаци. Същевременно в Струмишка каза е показано село Пирово (Pirovo) е посочено като село с 30 домакинства, като жителите му са 88 българи и 15 мюсюлмани. Според статистиката на Васил Кънчов („Македония. Етнография и статистика“) от 1900 г. Пирава има 740 жители, от които 470 българи, 180 турци и 90 цигани.
В началото на XX век християнското население на Пирава е смесено в конфесионално отношение. Пирава е седалище на гръцкия епископ. След интриги от негова страна в края на 1882 година е закрито българското училище, учителят и няколко българи са арестувани. На помощ на арестуваните идват католическите мисионери и част от селото заедно със селата Балинци, Петрово, Милетково, Гапеш, Гърчища, Миравци и Давидово.
По данни на секретаря на Българската екзархия Димитър Мишев („La Macédoine et sa Population Chrétienne“) през 1905 година в Пирова (Pirova) има 168 българи екзархисти и 328 българи униати. Там функционират българско и гръцко начално училище.
При избухването на Балканската война в 1912 година 11 души от Пирава са доброволци в Македоно-одринското опълчение.
След като Пирава попада в Сърбия след Междусъюзническата война в 1913 година, 43 униатски семейства с един свещеник са принудени да се обявят за православни сърби. Църквата, гробището, манастира на евхаристинките и всички други църковни имоти са предадени на новосформираната православна църковна община.
На 20 март 1915 край Пирава е извършен един от най-мащабните атентати в българската история, при който е взривен железопътният мост на река Вардар. Атентатът е организиран и проведен от Вътрешната македоно-одринска революционна организация като част от така наречената Валандовска акция срещу окупационните сръбски войски във Вардарска Македония.
В 1994 година Пирава има 1831 жители. В 2002 година – 443 домакинства и 1844 жители.
| Националност | Всичко |
| македонци    | 1827   |
| албанци      | 0      |
| турци        | 0      |
| цигани       | 8      |
| власи        | 0      |
| сърби        | 9      |
| бошняци      | 0      |
| други        | 0      |

## Личности
Родени в Пирава
- Димитър Богданов, български католически духовник
- Димитър Кафадаров (Кафадирев), в 1907 година влиза без изпит (тоест вероятно е завършил турска гимназия) в новооткритото юридическо училище Хукук мектеби в Солун,[10] македоно-одрински опълченец, четата на Аргир Манасиев, 1 рота на 14 кукушка дружина[11]
- Петър Гошев (р. 1948) – политик и икономист от Северна Македония, гуверньор на Народна банка на Северна Македония от 21 май 2004 г.
- Петруш Кафадаров (? – 1906), български революционер
- Христо Делев Калайджиев (1889 – ?), български офицер, подполковник